# 劉永男
劉 永男（ハングル:유영남、ユ・ヨンナム、You Young Nam 、1983年10月13日 - ）は、大韓民国出身のラグビー選手。現在ジャパンラグビーリーグワン埼玉パナソニックワイルドナイツのラインアウトコーチを務めている。

## プロフィール
- 身長191cm、体重100kg
- ポジションはロック(LO)、フランカー(FL)。
- ニックネームはユさん。
- 韓国代表に選ばれたことがある[1]。

## 経歴
仁川機械工業高等学校、檀国大学卒業後大韓民国国軍体育部隊(尚武)でプレーし、2008年より三洋電機ワイルドナイツ（現・埼玉パナソニックワイルドナイツ）に入団。同年9月5日に行われたジャパンラグビートップリーグ第1節のサントリーサンゴリアス戦にて先発出場で公式戦初出場を果たす。
2019年、現役を引退してパナソニック ワイルドナイツのコーチに就任。

## 受賞歴
- 2009-10ベストフィフティーン